# Rio Coruripe
O rio Coruripe é um curso de água que banha o estado de Alagoas. Sendo um dos mais importantes corpos hídricos da rede hidrográfica de Alagoas.

## História
O rio Coruripe, que é conhecido como rio Cururugi pelos índios Caetés, deu nome à cidade de Coruripe (AL). Na região ocorreu o naufrágio da nau Nossa Senhora da Ajuda, que conduzia o bispo Dom Pero Fernandes Sardinha a Portugal e o naufrágio do navegador espanhol Dom Rodrigo de Albaña.
Gabriel Soares de Sousa, no seu Tratado descritivo do Brasil de 1587, registrou ""Deste rio do Currurupe até o rio de São Francisco são seis léguas. Da ponta da barra Currurupe, contra o Rio de São Francisco se vai armando uma enseada de duas léguas, em a qual bem chegados à terra, estão os arrecifes de D. Rodrigo, onde também se chama o porto dos Franceses por se eles costumarem recolher aqui com suas naus à abrigada desta enseada, e iam por entre os arrecifes e a terra, com suas lanchas, tomar carga do pau de tinta no rio de Currurupe. (...) A terra que há por cima desta enseada até perto do rio de São Francisco é toda alagadiça, cuja água se ajunta toda em uma ribeira, que se dela faz, a qual vai entrar no rio de São Francisco até o porto das Pedras nor-nordeste su-sudoeste, e toma da quarta de norte sul."

## Trajeto
Nasce na cidade de Palmeira dos Índios (Alagoas) e vai até o município de Coruripe. O rio possui alguns trechos rochosos e recebe ao longo do curso outros nomes, como rio Poção. É um rio perene, ou seja, não seca. É o rio mais meridional com foz totalmente em terras alagoanas que corre para o oceano Atlântico.[carece de fontes?]

## Bacia hidrográfica
A Bacia Hidrográfica do Rio Coruripe conta com quatro rios, sendo eles: Rio Coruripe, Rio Conduípe e Rio Adriana. Possui 1.562 km² de área, chegando a 19 municípios alagoanos e atingindo direta e indiretamente cerca de quinhentas mil pessoas. É localizada na parte central do estado.